# حرب أهلية

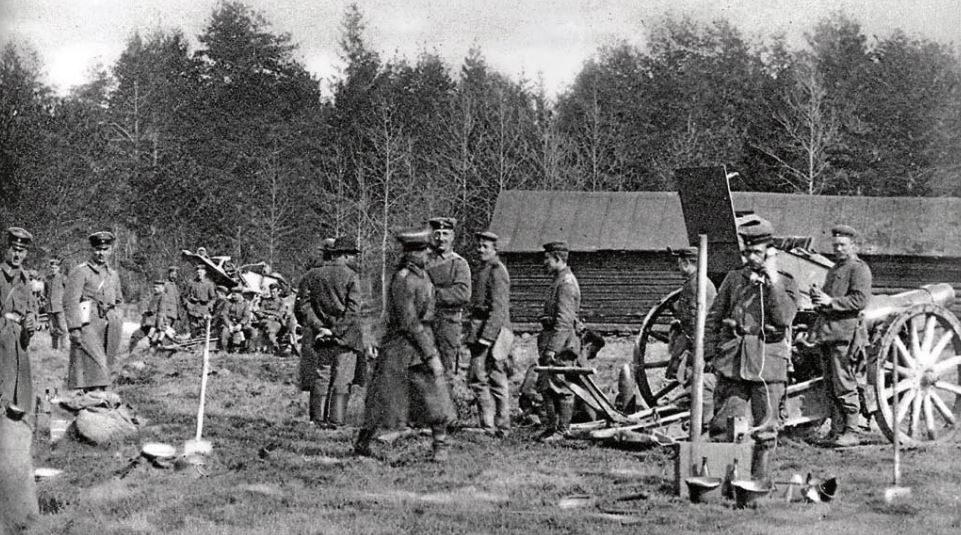
المدفعية الألمانية في مالمي خلال معركة هلسنكي في 12 أبريل 1918، خلال الحرب الأهلية الفنلندية.

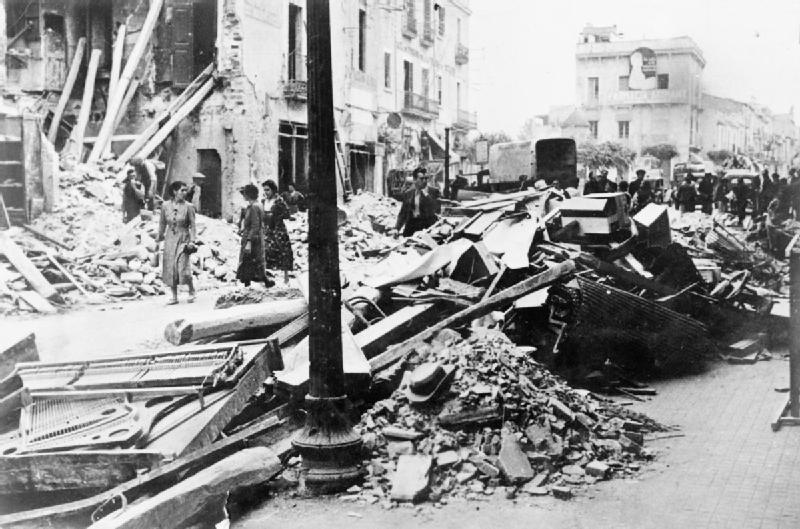
آثار الدمار على جرانوليريس بعد غارة من قبل الطائرات الألمانية في 31 مايو 1938 خلال الحرب الأهلية الإسبانية.

الحرب الأهلية هي الحرب الداخلية في بلد ما يكون أطرافها جماعات مختلفة من السكان. كلُّ فرد فيها يرى في عدوِّه وفي من يريد أن يبقى على الحياد خائناً لا يمكن التعايش معه ولا العمل معه في نفس التقسيم الترابي. وقد عرَّف معجم اللغة العربية المعاصرة الحرب الأهلية بأنَّها "صراع مسلَّح يقع بين أبناء الوطن الواحد"، أمَّا القاموس السياسي فيُعرِّفها بأنَّها: «صراع مسلح ينشب داخل إقليم الدولة يتميز بأن كلا الطرفين المتنازعين يفرض سلطاته على جزء معين من إقليم الدولة ويمارس فيه السلطات التي تمارسها الحكومات الشرعية كجباية الضرائب والتجنيد والتقاضي... إلخ». ولكن بتعدُّد وتنوُّع الأسباب المقدمة لنشوء الحروب الاهلية يبقى الحل الأكثر نجاعة لها على مدى العصور التفاوض السلمي.
المصطلح عبارة عن ترجمة اقتراضية من اللغة اللاتينية لمصطلح بيلوم تشيفيل (باللاتينية: bellum civile) الذي كان يُستخدم للإشارة إلى الحروب الأهلية المختلفة للجمهورية الرومانية في القرن الأول قبل الميلاد.
معظم الحروب الأهلية الحديثة تنطوي على تدخُّل قوى خارجية. وفقًا لباتريك م. ريغان في كتابه الحروب الأهلية والقوى الأجنبية (2000)، نحو ثلثي الصراعات الداخلية البالغ عددها 138 صراعًا بين نهاية الحرب العالمية الثانية وعام 2000 قد شهدت تدخلًا دوليًا، إذ تدخلت الولايات المتحدة ضمن 35 نزاعًا.
الحرب الأهلية هي نزاع شديد الحدة، غالبًا ما تشارك فيه القوات المسلحة النظامية، ويكون مستدامًا ومنظمًا وواسع النطاق. قد تؤدي الحروب الأهلية إلى سقوط أعداد كبيرة من الضحايا واستهلاك موارد كبيرة.
تستمر الحروب الأهلية منذ نهاية الحرب العالمية الثانية وسطيًا لما يزيد قليلًا عن أربع سنوات، وهو ارتفاع دراماتيكي عن متوسط العام ونصف للفترة 1900-1944. في حين أن معدل ظهور حروب أهلية جديدة كان ثابتًا نسبيًا منذ منتصف القرن التاسع عشر، فقد أدى الطول المتزايد لتلك الحروب إلى زيادة أعداد الحروب المستمرة في أي وقت من الأوقات. على سبيل المثال، لم يكن هناك أكثر من خمس حروب أهلية جارية بشكل متزامن في النصف الأول من القرن العشرين بينما كان هناك أكثر من 20 حربًا أهلية متزامنة مع اقتراب نهاية الحرب الباردة. منذ عام 1945، أدت الحروب الأهلية إلى مقتل أكثر من 25 مليون شخص، فضلًا عن النزوح القسري لملايين آخرين. أدت الحروب الأهلية أيضًا إلى انهيار اقتصادي؛ الصومال وبورما (ميانمار) وأوغندا وأنغولا هي أمثلة على الدول التي كان يُنظر إليها على أنها تتمتع بمستقبل واعد قبل انغماسها في الحروب الأهلية.

## التصنيف الرسمي

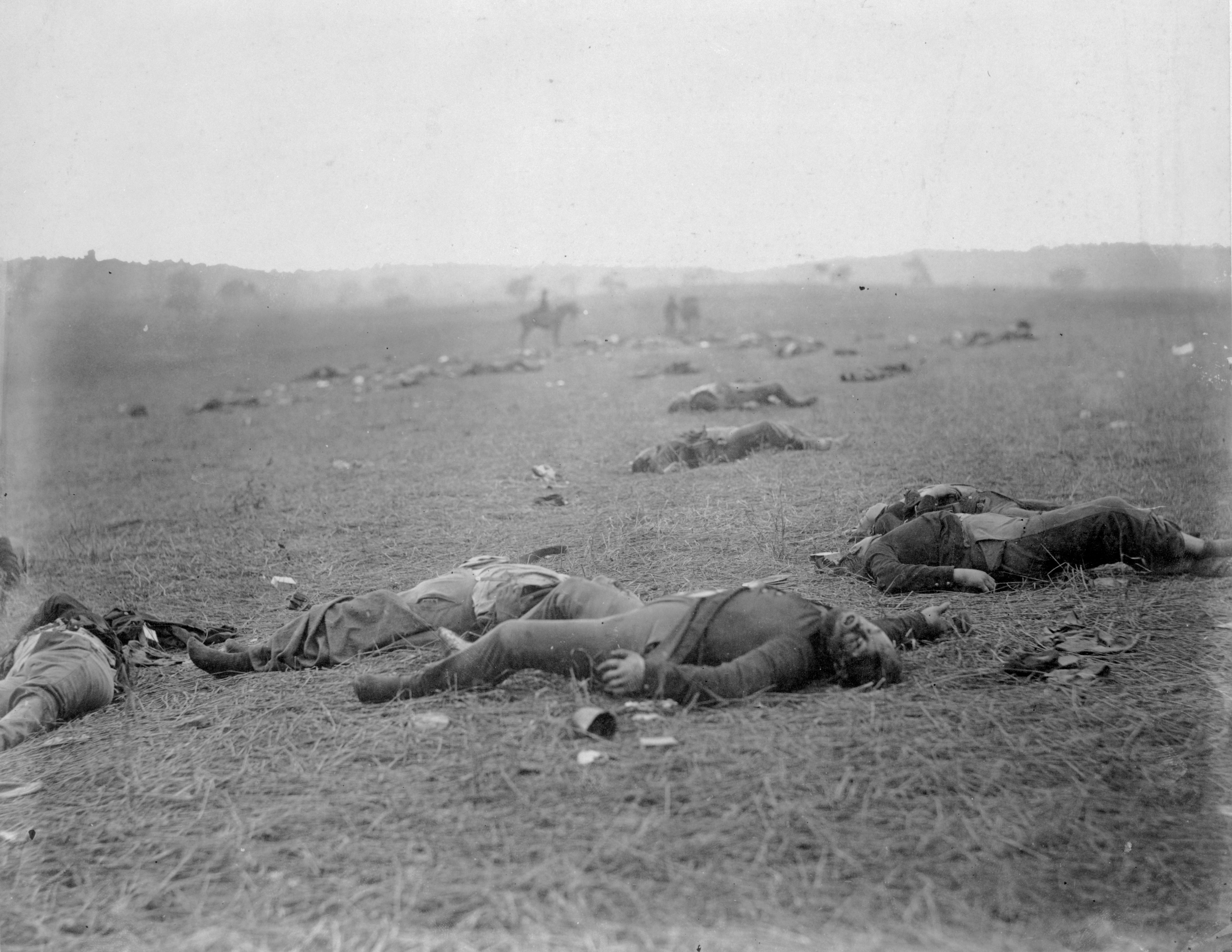
تبعات معركة غيتيسبيرغ التي دارت رحاها إبان الحرب الأهلية الأمريكية، 1863

يُعرِّف جيمس فيرون، الباحث في الحروب الأهلية بجامعة ستانفورد، الحرب الأهلية على أنها «نزاع عنيف داخل بلد ما تخوضه مجموعات منظمة تهدف إلى الاستيلاء على السلطة في المركز أو في منطقة ما، أو لتغيير سياسات الحكومة». توضح آن هيروناكا أيضًا أن الدولة هي أحد جوانب الحرب الأهلية. يختلف الأكاديميون حول درجة حدة الاضطراب المدني التي يُعتبر عندها حربًا أهلية. يعرّف بعض علماء السياسة الحرب الأهلية على أنها حرب تسببت بسقوط أكثر من 1000 ضحية، بينما يحدد آخرون أيضًا وجوب وقوع 100 ضحية على الأقل لدى كل جانب. يصنف مشروع روابط الحرب، وهو مجموعة بيانات مستخدمة على نطاق واسع من قبل علماء الصراعات، الحروب الأهلية على أنها حرب تضم أكثر من 1000 ضحية متعلقة بالحرب كل عام من استمرار الصراع. إن هذا المعدل هو جزء صغير من الملايين الذين قتلوا في الحرب الأهلية السودانية الثانية والحرب الأهلية الكمبودية مثلًا، لكنه يستثني العديد من النزاعات التي حظيت بتغطية إعلامية كبيرة، مثل المشاكل في أيرلندا الشمالية وكفاح حزب المؤتمر الوطني الأفريقي في جنوب أفريقيا خلال حقبة الأبارتايد.
بناءً على معيار 1000 ضحية سنويًا، فثمة 213 حربًا أهلية منذ عام 1816 حتى 1997، بينها 104 حرب بين العامين 1944 و1997. أما في حال اللجوء إلى معيار 1000 ضحية الأقل صرامة، فيكون لدينا أكثر من 90 حربًا أهلية بين عامي 1945 و2007، مع 20 حربًا أهلية مستمرة اعتبارًا من عام 2007.[بحاجة لتوضيح]
إن اتفاقيات جنيف لا تعرف مصطلح «الحرب الأهلية» على وجه التحديد. ومع ذلك، فهي تقر بالمسؤوليات المنوطة بالأطراف ضمن «النزاع المسلح الذي ليس له طابع دولي». وهذا يشمل الحروب الأهلية؛ بيد أنه لا من تعريف محدد للحرب الأهلية ضمن نص الاتفاقيات.

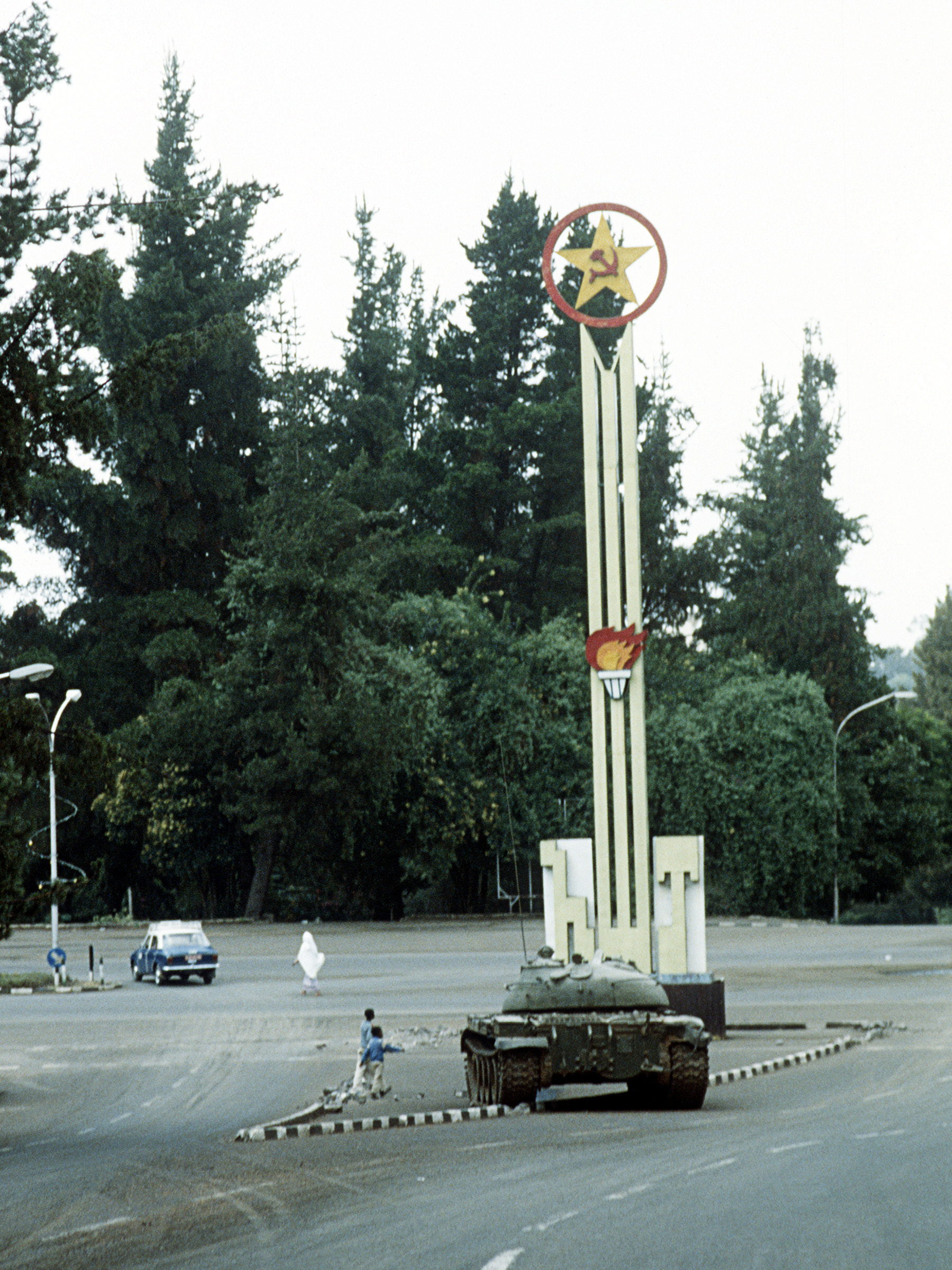
الدبابات في شوارع أديس أبابا بعد أن استولى المتمردون على العاصمة أثناء الحرب الأهلية الإثيوبية (1991)

ومع ذلك، سعت اللجنة الدولية للصليب الأحمر إلى تقديم بعض الإيضاحات من خلال تعليقاتها على اتفاقيات جنيف مشيرة إلى أن الاتفاقيات «عامة وغامضة للغاية لدرجة أن العديد من الوفود تخشى أن تُؤخذ لتغطية أي فعل ارتُكب بقوة السلاح». وبناءً على ذلك، تنص التعليقات على «شروط» مختلفة يعتمد عليها تطبيق اتفاقية جنيف؛ ومع ذلك، يشير التعليق إلى أنه لا ينبغي تفسير هذه الشروط على أنها شروط صارمة. الشروط التي حددتها اللجنة الدولية في تعليقها هي كما يلي:
1.     أن تمتلك الجهة الفاعلة المتمردة على الحكومة القانونية قوة عسكرية منظمة، وسلطة مسؤولة عن أفعالها وأن تكون عاملة داخل منطقة محددة ولديها وسائل كفيلة بالتقيد وضمان احترام الاتفاقية.
2.     أن تكون الحكومة القانونية مجبرة على اللجوء إلى القوات العسكرية النظامية ضد المتمردين المنظمين كالقوات العسكرية المسيطرة على جزء من الأراضي الوطنية.
3.     (أ) أن تكون الحكومة القانونية قد اعترفت بالمتمردين على أنهم أطراف متحاربة؛ أو
(ب) أنها زعمت نفسها طرفًا متحاربًا؛ أو
(ج) أنها منحت المتمردين الاعتراف بأنهم أطراف متحاربة لأغراض هذه الاتفاقية فقط؛ أو
(د) أن النزاع قد أُدرج ضمن جدول أعمال مجلس الأمن أو الجمعية العامة للأمم المتحدة على أنه تهديد للسلم الدولي أو خرق للسلام أو عمل عدواني.
1. (أ) أن يمتلك المتمردين تنظيم يزعم أنه يتمتع بخصائص الدولة.
(ب) أن تكون السلطة المدنية المتمردة تمارس سلطة فعلية على السكان داخل جزء محدد من الأراضي الوطنية.
(ج) أن تكون القوات المسلحة تعمل تحت إشراف سلطة منظمة ومستعدة لمراعاة قوانين الحرب العادية.
(د) أن توافق السلطة المدنية المتمردة على الالتزام بأحكام الاتفاقية.

## الأسباب
وفقًا لدراسة مراجعة أجريت عام 2017 حول أبحاث الحرب الأهلية، ثمّة ثلاثة تفسيرات بارزة للحرب الأهلية: التفسيرات القائمة على الجشع والتي تركز على رغبة الأفراد بتعظيم أرباحهم، والتفسيرات القائمة على المظلمة التي تركز على الصراع كرد فعل على المظالم الاجتماعية الاقتصادية أو السياسية، والتفسيرات القائمة على الفرصة التي تركز على العوامل التي تسهل الانخراط في التعبئة العنيفة. ووفقًا للدراسة، فإن التفسير الأكثر تأثيرًا لبداية الحرب الأهلية هو التفسير القائم على الفرصة الذي قدمه جيمس فيرون وديفيد لايتين في مقالهما في مجلة العلوم السياسية الأمريكية لعام 2003.

### المظلمة
معظم مؤشرات «المظلمة» -النظرية القائلة بأن الحروب الأهلية تبدأ بسبب قضايا الهوية بدلًا من الاقتصاد- كانت غير ذي أهمية إحصائية، بما في ذلك المساواة الاقتصادية، والحقوق السياسية، والاستقطاب الإثني، والتشظي الديني. فقط الهيمنة الإثنية حيث تشكل أكبر مجموعة إثنية غالبية السكان قد زادت من خطر اندلاع حرب أهلية. البلد الذي يتسم بالهيمنة الإثنية معرض لاندلاع حرب أهلية بنسبة تقارب الضعف. ومع ذلك، فإن الآثار المتضافرة للتشظي الإثني والديني كانت مهمة وإيجابية، أي كلما زاد احتمال أن يكون أي شخصين مختارين عشوائيًا من مجموعات إثنية أو دينية منفصلة، كلما نقصت فرص نشوب حرب أهلية طالما أن الدولة تتجنب الهيمنة الإثنية. فسرت الدراسة هذا الأمر بأن مجموعات الأقليات تكون أكثر عرضة للتمرد إذا شعرت أنها مُهيمنة، ولكن من المرجح أن تحدث الثورات كلما كان السكان أكثر تجانسًا وبالتالي المتمردين أكثر تماسكًا. وهكذا يمكن النظر إلى هذين العاملين على أنهما يخففان بعضهما البعض في كثير من الحالات.

## النتائج
تتصف الحروب الأهلية بالضراوة والعنف وبالنتائج الاقتصادية والاجتماعية المدمرة على المدى القريب، والمؤثرة بعمق على المدى البعيد، لأنها تشمل مناطق آهلة بالسكان وتكون خاضعة لهجمات متقطعة وغير منتظرة، وتفرق بين الأهل والجيران فتشل الحياة الاقتصادية وتمزق النسيج الاجتماعي، ويحتاج المجتمع إلى عدة عقود من الزمن لإعادة البناء والتوازن والوئام.
وكثيرا ما تشكل الحروب الأهلية فرصة لتدخل الدول الكبرى أو المجاورة في مجريات الأمور الداخلية للدولة المعرضة لمثل تلك الحروب. ذلك أن وقوع مثل تلك الحروب يضعف كثيرا من سيادة الدولة ويزيل التماسك الداخلي في وجه التدخل الخارجي، كما أن احتمالات التغير في موازين القوى داخليا قد يؤثر على الدول المجاورة سلبا وإيجابا فترى بعض الدول في انتصار فريق على فريق تهديدا لأمنها، أو للتوازن في تلك المنطقة من العالم أو على صعيد أوسع. وقد تلجأ الحكومة إلى معاملة الفريق الثائر كطرف في حرب عادية وذلك بغية الالتزام بقواعد الحرب، كحماية الأسرى وتجنب محاكمتهم كخونة وعدم اللجوء إلى الأخذ بالثأر. إلا أن ذلك يفترض سيطرة الثوار على إقليم جغرافي محدد وقيام سلطة تمارس مهام السيادة على تلك الرقعة، وأن تكون القوات الثائرة خاضعة لنظام عسكري وتطبق القواعد المرعية في القانون الدولي.

## حروب أهلية (مرتبة زمنيًا)

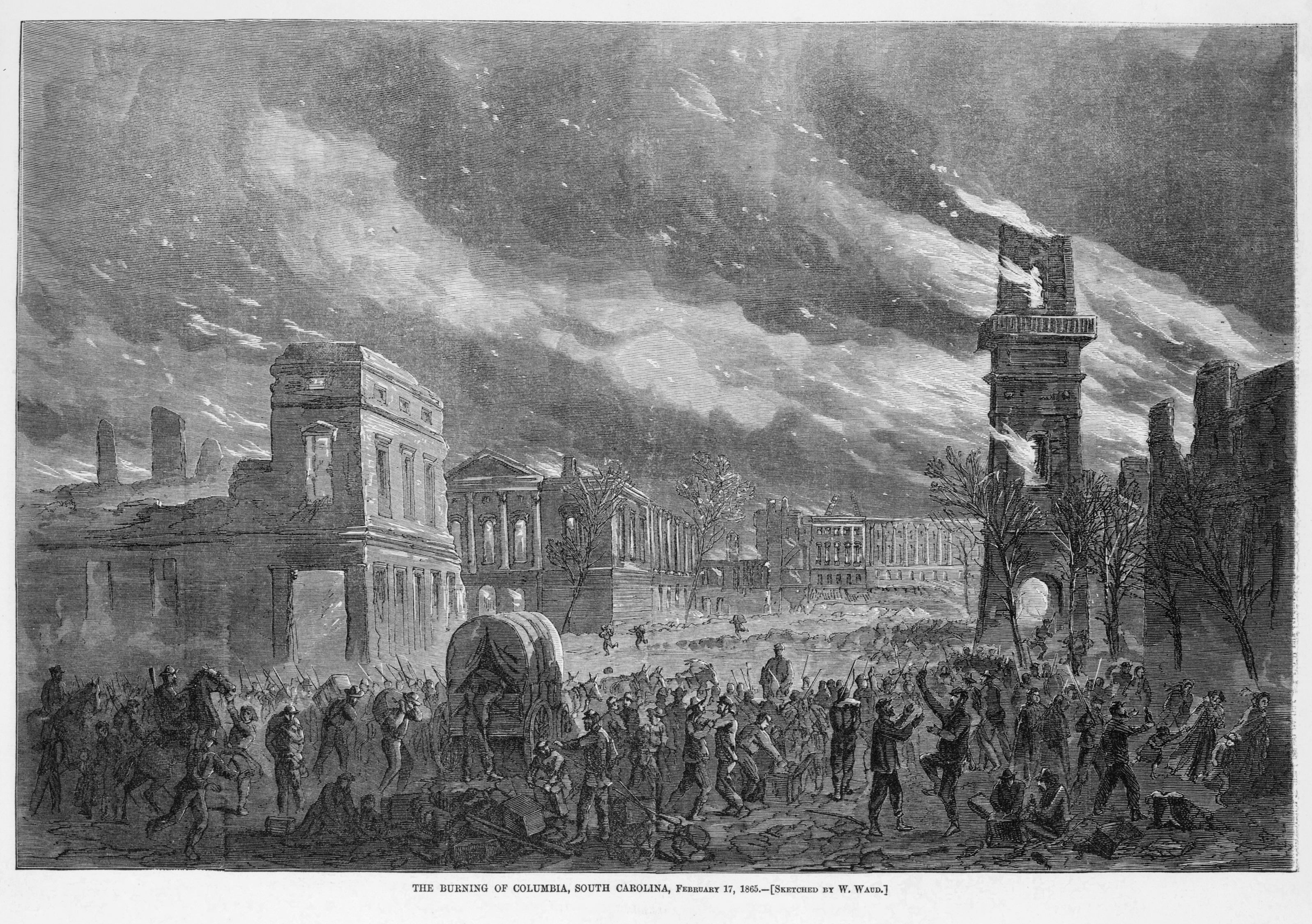
حرق كولومبيا بولاية كارولاينا الجنوبية على يد ويليام شيرمان.

- حروب الأخوة بين ألفونسو ملك ليون وسانشو ملك قشتالة1067-1072
- الحرب الأهلية النرويجية 1130-1240
- حرب الوردتين في إنجلترا 1455-1485
- حرب أونين في اليابان 1467-1477
- الحروب الدينية الفرنسية 1562-1598
- الحرب الأهلية الأمريكية 1861-1865
- الحرب الأهلية الروسية 1917 -1921
- الحرب الأهلية الفنلندية 1918
- الحرب الأهلية الأيرلندية 1922-1923
- الحرب الأهلية الصينية 1928-1937, 1945-1949
- حرب فيتنام 1930-1975
- الحرب الأهلية الإسبانية، 1936-1939
- الحرب الأهلية اليونانية، 1946-1949
- الحرب الأهلية البارجوية 1947
- الحرب الأهلية الكوستاريكية، 1948
- الحرب الكورية، 1950-1953
- الحرب الأهلية الإندونيسية، 1965-1966
- الحرب الأهلية النيجيرية، 1967-1970*
- الحرب الأهلية الباكستانية، 1971
- الحرب الأهلية اللبنانية، 1975 - 1990
- الحرب الأهلية الموزمبيقية 1975-1992
- الحرب الأهلية السريلانكية 1983 - 2009
- الحرب الأهلية اليوغسلافية 1991- 2001
- الحرب الأهلية الأفغانية 1992-2001
- الحرب الأهلية الجزائرية 1992-2002
- الحرب الأهلية البوروندية 1993 - 2005
- الحرب الأهلية النيبالية 1996 - 2006
- الحرب الأهلية العراقية 2006-2008
- الحرب الأهلية السورية، 2011 - ما زالت مستمرة
- الحرب الأهلية الليبية، 2011 – 23 أكتوبر 2011
- الحرب الأهلية اليمنية 2014 - ما زالت مستمرة
- الحرب الأهلية العراقية الثانية 2014-2017 والانتصار على داعش
- الحرب الأهلية الليبية الثانية 2014 - ما زالت مستمرة
- الحرب الأهلية في ميانمار 2021 - ما زالت مستمرة